# مبنى المؤسسة المصرفية الإفريقية
مبنى المؤسسة المصرفية الأفريقية (بالإنجليزية: African Banking Corporation Building)‏  أو اختصارأ بي (ABC) هو ناطحة سحاب غير مبنية على مساحة 141.1 متر (463 قدم)  في زفيشافان ، زيمبابوي . كان من المخطط أن يتم الانتهاء منه في عام 1976. إذا اكتمل ، فسيكون أطول مبنى في زيمبابوي.